# Црква Светог цара Константина и царице Јелене у Горичанима
Црква Светог цара Константина и царице Јелене у Горичанима, насељеном месту Града Чачка, припада Епархији жичкој Српске православне цркве. Основана је 1930. године. Црквеној општини Горичани припадају Црква Светих апостола Петра и Павла у Жаочанима и Црква Рођења Пресвете Богородице у Качулицама.
Храм је комплекснијег архитектонског типа и састоји из три спојене грађевине надвишених куполама. 
Црква није живописана.